# Ponte Živopisnyj
Il Ponte Živopisnyj (in russo Живописный мост?, Živopisnyj most, traslitterato anche Zhivopisny, letteralmente ponte pittoresco) è un ponte stradale e pedonale che attraversa il fiume Moscova nella parte occidentale di Mosca, in Russia. Al momento della sua inaugurazione nel 2007 è il più alto ponte strallato d'Europa.

## Storia

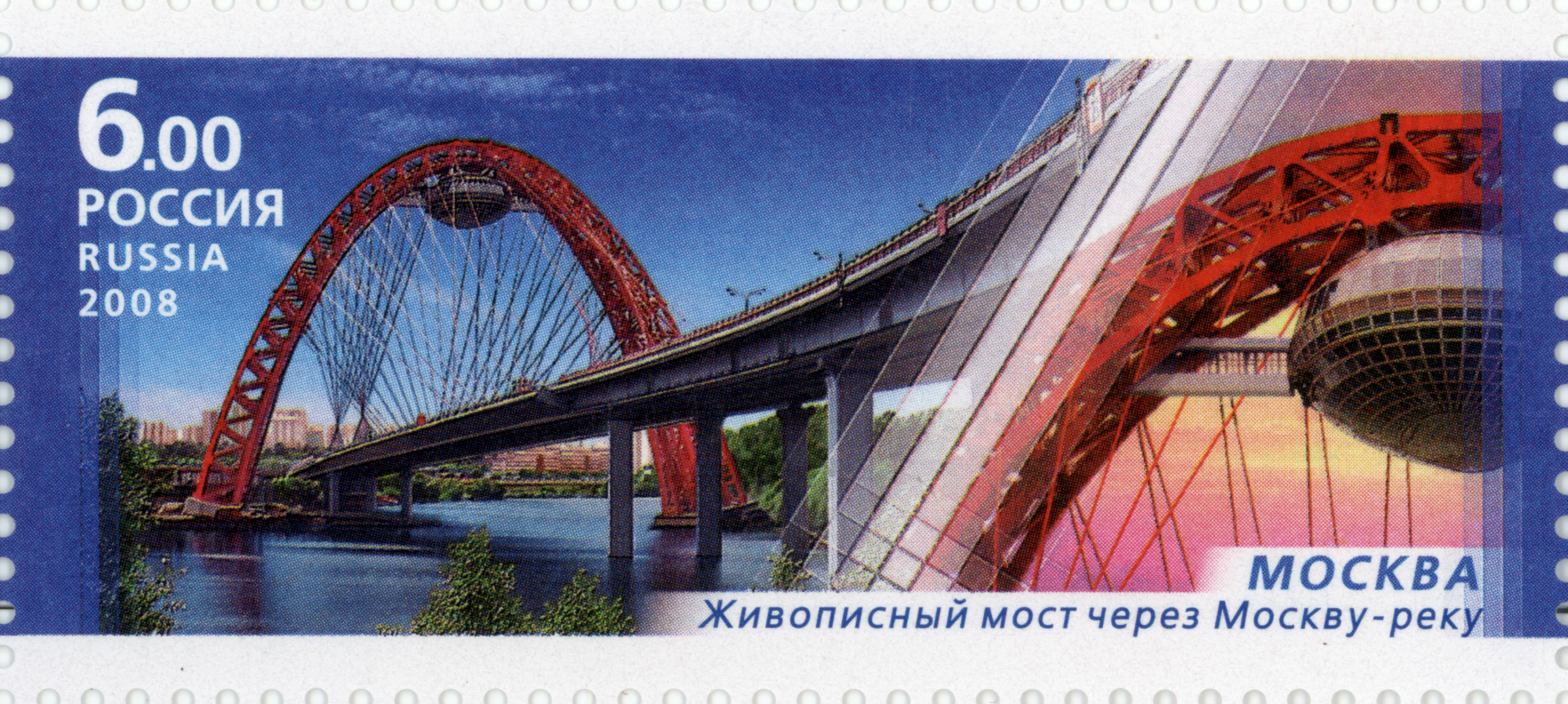
Il francobollo dedicato al ponte

Nei primi anni 2000 è stato indetto un concorso per la realizzazione di un ponte stradale che collegasse il quartiere Krylatskoe con l'area di Serebrjanyj Bor. La principale difficoltà risiedeva nel fatto che in quel punto lungo gli argini della Moscova si trovano aree naturali protette che non dovevano essere danneggiate.
Il progetto vincitore è risultato quello dell'architetto Nikolaj Šumakov, già progettista di diverse stazioni della metropolitana di Mosca, che ideò un ponte strallato sorretto da un grande arco in acciaio che attraversa il fiume longitudinalmente. Per tale progetto Šumakov ha ricevuto nel 2017 il premio Auguste Perret.
I lavori sono iniziati nel 2004 e il ponte è stato inaugurato alla fine di settembre 2007. Nel 2008 Počta Rossii, l'azienda di servizi postali della Federazione russa, ha emesso un francobollo commemorativo raffigurante il ponte.

## Descrizione

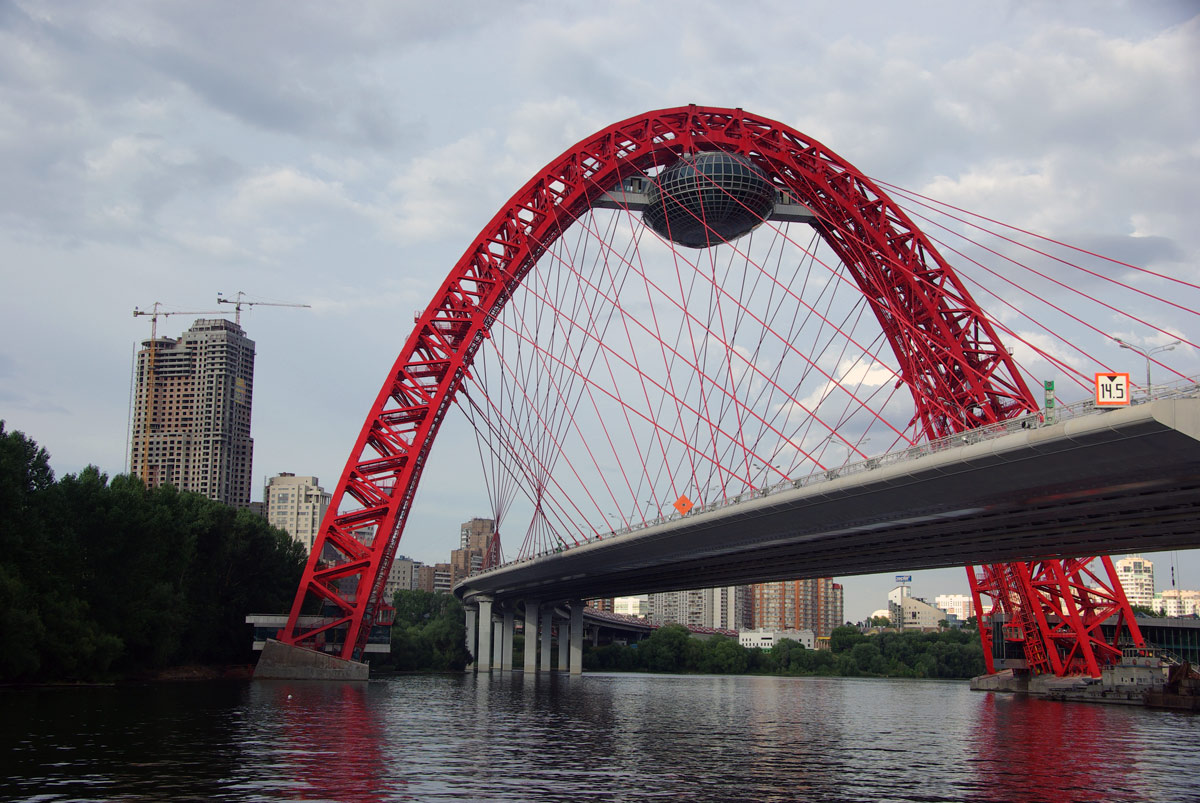
L'arco a sostegno del ponte. È possibile notare la capsula in vetro appesa al centro dell'arco

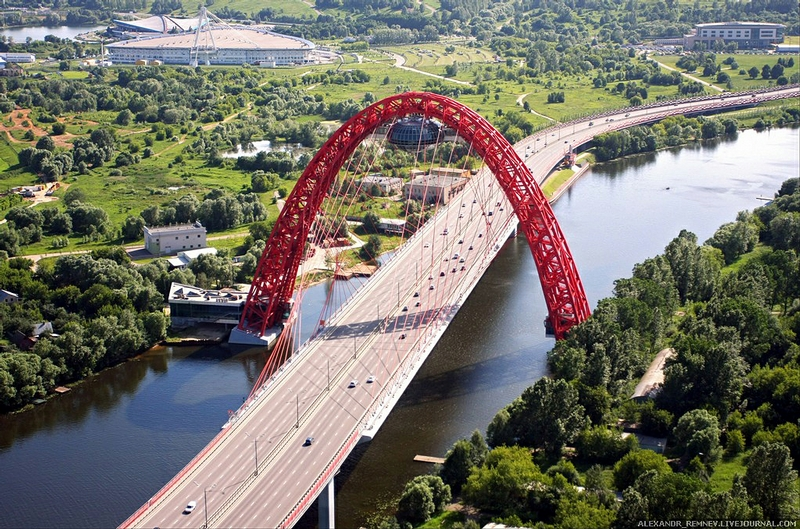
Le aree naturali lungo gli argini del fiume

Il ponte ha una lunghezza complessiva di 1460 metri e una campata centrale con una luce di 409,5 metri sorretta da un grande arco in acciaio a cui sono collegati 78 cavi metallici (72 secondo altre fonti). Il resto del ponte poggia su una serie di pilastri in cemento armato. Il piano stradale, situato 30 metri al di sopra del livello del fiume, è largo circa 37 metri ed è costituito da 2 carreggiate (una per senso di marcia) da 4 corsie di 3,75 metri ciascuna. Le due carreggiate sono separate da una striscia di sicurezza di circa 2 metri di larghezza, mentre sul lato esterno di ogni carreggiata si trova una striscia di sicurezza larga un metro ed un marciapiede pedonale largo 1,5 metri.
Caratteristica del ponte è che non attraversa il fiume perpendicolarmente ad esso ma ha la forma di un'ampia S con la parte centrale rettilinea che attraversa il fiume longitudinalmente. Ciò ha permesso di non danneggiare l'area naturale Serebrjanyj Bor, situata lungo l'argine sinistro della Moscova, e allo stesso tempo di far sì che il fiume rimanesse navigabile.
Il grande arco in acciaio da cui partono gli stralli e che costituisce il pilone centrale del ponte è situato trasversalmente rispetto al piano stradale e raggiunge un'altezza di 105 metri al di sopra del fiume, rendendo il ponte Živopisnyj il più alto ponte strallato in Europa.
Al centro dell'arco si trova una struttura a forma di disco di 33 metri di diametro per 24 di altezza, del peso complessivo di circa 1000 tonnellate. Secondo il progetto originale avrebbe dovuto ospitare un ristorante panoramico ma l'idea è stata abbandonata per mancanza di fondi e per la difficoltà di collegare la rete idrica e quella fognaria alla struttura sospesa. In seguito è stato deciso di adibire la struttura ad ufficio anagrafe e sala per matrimoni ma anche questa soluzione ha subito dei rallentamenti per problemi legati al riscaldamento e agli ascensori inclinati. Secondo un articolo del 2017 l'apertura dell'ufficio dovrebbe avvenire nel 2018.